# Guaireña FC
Der Guaireña FC ist ein paraguayischer Fußballverein aus Villarrica. Im Jahr 2019 stieg der Klub zum ersten Mal in die Primera División auf.

## Geschichte
Der Klub wurde 2016 von der Liga Guaireña de Fútbol gegründet, um so an den nationalen Wettbewerben der Asociación Paraguaya de Fútbol teilzunehmen. Mit der Saison 2017 startete der neu gegründete Klub sogleich in der División Intermedia, der zweiten Liga. Das erste Ligaspiel des Guaireña FC endete mit einem 1:0-Erfolg über River Plate. Am Ende der Spielzeit lag das Team auf dem neunten Platz. In der Saison 2018 verpasste der Klub den Aufstieg nur knapp. Durch ein 0:0 am letzten Spieltag gegen Club RI Corrales fehlte ein Punkt auf den Zweitplatzierten San Lorenzo. 
Im Jahr 2019 gelang Guaireña der Aufstieg als Meister der División Intermedia. Bei der Premierensaison in der Primera División gelang dem Team ein achter Platz in der Gesamttabelle, der zur Qualifikation an der Copa Sudamericana 2021 reichte. Bei der ersten internationalen Teilnahme scheiterte das Team bei den nationalen Ausscheidungsspielen an River Plate Asunción. Durch einen sechsten Platz in der Gesamttabelle der Saison 2021 qualifizierte sich Guaireña erneut für die Copa Sudamericana. Dieses Mal schaffte es das Team nach einem Sieg gegen Club Nacional in die Gruppenphase. Dort schied es nach zwei Siegen und vier Unentschieden als Gruppenzweiter ohne Niederlage aus. Nur der Gruppensieger Internacional Porto Alegre kam in die Finalrunde. 2023 stieg Guaireña als Elfter aus der Primera División wieder ab.

## Erfolge
- Zweitligameister: 2019